# NGC 2701
NGC 2701 је спирална галаксија у сазвежђу Велики медвед која се налази на NGC листи објеката дубоког неба.
Деклинација објекта је + 53° 46' 14" а ректасцензија 8h 59m 5,5s. Привидна величина (магнитуда) објекта NGC 2701 износи 12,0 а фотографска магнитуда 12,7. Налази се на удаљености од 41,137 милиона парсека од Сунца. NGC 2701 је још познат и под ознакама UGC 4695, MCG 9-15-63, CGCG 264-43, IRAS 08554+5357, PGC 25237.